# Niżni Hawrań
Niżni Hawrań, Mała Hawrań (słow. Nižný Havran, 1814 m – wybitna turnia w Tatrach Bielskich w masywie Hawrania, w północno-zachodniej grani odchodzącej od Wyżniego Hawraniego Zwornika. Niżni Hawrań ma dwa blisko siebie położone wierzchołki, z których nieco wyższy jest wierzchołek południowy. Od Hawrania oddzielony jest Niżnią Hawranią Przełęczą (ok. 1790 m), ku której opada prawie pionowy uskok o wysokości ok. 20 m.
W kierunku północnym odchodzą trzy granie, z których najwybitniejsza i najdłuższa jest grań najbardziej zachodnia. Znajdują się w niej kolejno: Wyżnia Hawrania Ławka (ok. 1730 m), Zadni Hawrani Kopiniak (ok. 1740 m), Niżnia Hawrania Ławka (ok. 1710 m), Skrajny Hawrani Kopiniak (ok. 1720 m), Jelenie Siodło (ok. 1480 m), Jelenia Kopka (ok. 1490 m), Czarne Siodło (ok. 1355 m) oraz Czarny Wierch Podspadzki (ok. 1364 m). Na odcinku od Niżniego Hawrania po Skrajny Hawrani Kopiniak grań ta urywa się ostro na stronę Doliny Hawraniej, opadając jednymi z najwyższych ścian w Tatrach Bielskich (do ok. 250 m wysokości). Niżej rozpłaszcza się w szeroki, lesisty grzbiet. Pozostałe dwie grańki opadają do Doliny Czarnego Potoku, są krótsze, a znajdujące się w nich wzniesienia nie zostały jeszcze nazwane.

## Nazwa
Zofia i Witold Henryk Paryscy w Wielkiej encyklopedii tatrzańskiej odnotowują turnię pod nazwą Mała Hawrań. Według nich choć częstsza jest męska forma „ten Hawrań”, „na Hawraniu”, bardziej poprawna jest „ta Hawrań”, „na Hawrani”. Forma męska jest używana jednak konsekwentnie przez Władysława Cywińskiego, autora jedynych szczegółowych przewodników po Tatrach Bielskich. Pochodzenie nazwy całego masywu nie jest znane – słowacki rzeczownik havran oznacza zarówno „gawrona”, jak i „karego konia”, a w obu tych znaczeniach przyjmuje rodzaj męski. Stąd bardziej popularna jest odmiana „na Hawraniu”, a obiektywne stwierdzenie poprawności jednej z możliwości wydaje się bardzo trudne.

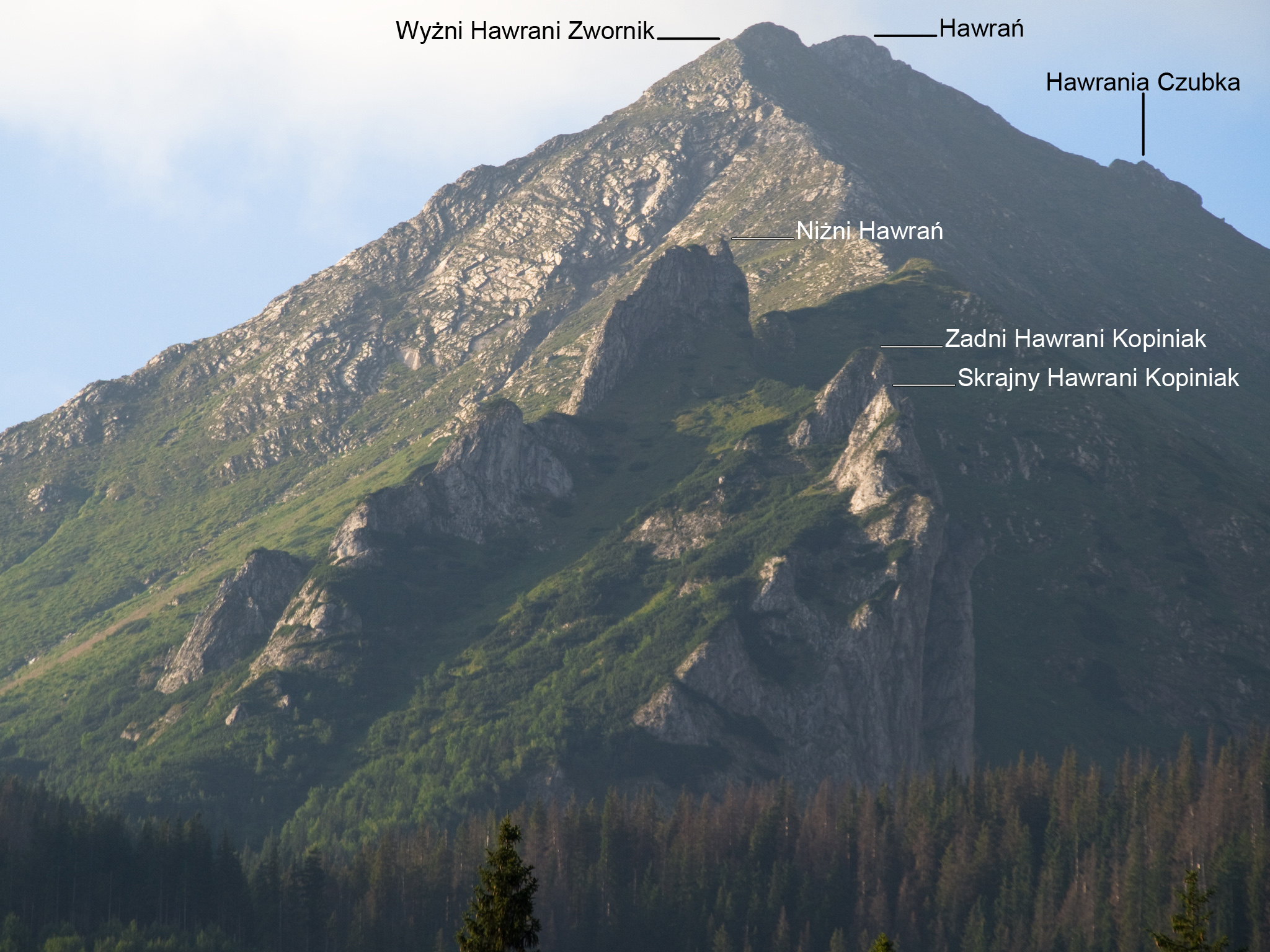
Widok z Podspadów